# Jana Beňová
Jana Beňová (24 de novembre de 1974, Bratislava, Txecoslovàquia) és una assagista, poeta i novel·lista eslovaca. Després d'estudiar a l'institut de secundària Laidslav Novomeský a Bratislava, estudià a l'escola superior d'arts escèniques a Bratislava, on es diplomà el 1998. Després d'haver escrit per a publicacions com Dotyky, Fragment i Slovenské Pohľady, entrà al diari SME amb el pseudònim Jana Parkrová. Es feu també editora a l'Institut del Teatre de Bratislava.
El seu primer recull de poemes Svetloplachý sortí el 1993, seguit pels reculls Lonochod i Nehota. Escrigué una novel·la titulada Parker el 1999 i un recull de novel·les, Dvanásť poviedok a Ján Med, el 2003. El 2008 publicà Plan odprevádzania, subtitulat Café Hyena, amb el qual guanyà el Premi Europeu de Literatura el 2012. El 2011 presentà Päť x päť Antológia súčasnej slovenskej prózy (antologia de la prosa eslovaca contemporània). El 2012 publicà una novel·la titulada Preč! Preč!.